# Troller T4
O T4 foi um jipe compacto da Troller fabricado no Brasil. Era o modelo mais popular e mais antigo da marca. Foi um dos jipes mais vendidos tanto para as ruas, no segmento fora de estrada.
É um veículo de 2 portas e possui duas versões: capota rígida de fibra ou capota de lona, ambas removíveis. Pode apresentar as seguintes motorizações:
- Motor MWM 2.8 Turbo Diesel (2001 até o final 2005): 114 cv (potência líquida), velocidade máxima de 155 km/h.
- Motor NGD 3.0 Turbo Diesel Eletrônico (final de 2005 até 2012): 163 cv, velocidade máxima de 160 km/h.
- Motor International Maxxforce 3.2 Turbo Diesel (2013 até 2014): 165 cv e 38,78 kgf.m, velocidade máxima de 165 km/h.
- Motor Duratorq 3.2 Turbo Diesel (a partir de 2015): 200 cv e 47,9 kgf.m, velocidade máxima de 180 km/h

Usa diferenciais Dana 44, caixa de câmbio Eaton (a partir de 2001) e caixa de transferência Borg Warner 1352.
Ele foi o jipe mais vendido do Brasil até a metade de dezembro de 2008, quando ficou com 1.104 unidades vendidas. Em abril de 2010, a Troller anunciou que a venda acumulada do T4 atingiu 10 mil unidades.